# Theclopsis epidius
Theclopsis epidius is een vlinder uit de familie van de Lycaenidae. De wetenschappelijke naam van de soort werd als Thecla epidius in 1887 gepubliceerd door Godman & Salvin.

## Synoniemen
- Thecla nota Druce, 1907
- Thecla burica Dyar, 1914
- Asymbiopsis velezi Johnson & Le Crom, 1997